# りんくうリレーマラソン
りんくうリレーマラソンは大阪府泉佐野市りんくう公園で、2009年（平成21年）から2018年（平成30年）まで毎年11月に行われていた、リレー形式の市民マラソン大会である。

## 概要
- 第1回大会は2009年の11月1日に開催されており、以降毎年の11月第1日曜日に開催されている。参加チームは各部200チームと制限されており、毎年7月頃に募集される。
- 泉佐野市の府営りんくう公園に1周2kmの特設コースを設け、参加チームはこれを規定回数周回する。（42.195kmの部、別に195m分のコースあり）
- 20kmの部 で 1チーム 4人以上10人以内、42.195kmの部で 1チーム 4人以上21人以内という人数構成の制限はあるものの、性別や年齢は不問である。走る順序や各人での周回数には制限が無く、1度走った者が後で再び走る事も可能である。
- タスキリレーの形式であるが、タスキの手渡し場所は指定されており、コース途中での走者変更は禁じられている。
- タスキには計測用のチップが付いており、チーム単位でのタイムが発表される。（周回毎での記録は計測なし）
- 個性的な衣装やチーム統一での仮装などで大会を盛り上げた者への表彰もあり、コスプレ等で参加する者が多いのも特徴のひとつ。
- 2013年（平成25年）大会にはよしもと芸人のマラソンチーム「吉本ナショナルDreams」がゲスト参加して好成績を残した[1]。以降も毎年出場していた。
- 2018年の第10回大会で開催を終了する旨、主催者よりホームページにて公表された[2]。
- りんくう公園ではこの他には「OSAKAりんくうパークマラソン」「OSAKAりんくうサンセットマラソン」（主催はいずれもNPO法人日本ライフロングスポーツ協会）が定期開催されている。

## 部門
- 20kmの部（2キロコース×10周）: 制限時間 2時間以内
- 42.195kmの部（2キロコース×21周＋195ｍ）: 制限時間 4時間以内

## 運営
- 主催: りんくう・関空にぎわいづくり協議会（関西国際空港、大阪府公園協会、大阪府タウン管理財団、南海電鉄、りんくうプレジャータウンシークル、りんくうプレミアム・アウトレット、産経新聞社、泉佐野市、泉南市、田尻町）
- 主管: りんくうリレーマラソン大会事務局（産経新聞大阪本社事業局内）
- 後援: 大阪府、FM802、ラジオ大阪、サンケイスポーツ、夕刊フジ、フジサンケイ ビジネスアイ、SANKEI EXPRESS、サンケイリビング新聞社（2013年大会）